# Vancouver Symphony Orchestra
La Vancouver Symphony Orchestra és una orquestra simfònica de la ciutat de Vancouver a l'estat de Washington, als Estats Units. Des del 1991 la dirigeix el català Salvador Brotons.

## Història
El 1972, Larry Hirtzel va formar la Vancouver Chamber Orchestra, que més tard es convertiria en la Vancouver Community Orchestra. Walt Cleland la va dirigir entre 1978 i 1990, expandint-la fins a esdevenir la Vancouver Symphony Orchestra. Des de 1991, Salvador Brotons n'és el director, consolidant-la com una orquestra professional de prestigi.